# Alf Brenner
Alf Martin Brenner, född 27 december 1895 i Helsingfors, död där 2 juni 1948, var en finländsk skriftställare och genealog.

## Biografi
Föräldrar var rektorn Mårten Magnus Vilhelm Brenner och Emilia Sofia Lindström. Han tog studentexamen 1913 och bedrev därefter universitetsstudier 1913-1917. Under 1920–1927 var Brenner lärare vid Västankvarns lantmannaskola och sedan en tid jordbrukare i Ingå, varefter han ägnade sig åt sitt huvudintresse, den bygdehistoriska forskningen. 
Han redigerade och författade till största delen Ingå, Fagervik och Degerby socknars historia, som utkom i två delar 1936 (tredje delen publicerades av brodern Ola 1976); postumt utgavs Sjundeå sockens historia i tre band (1953–1964). Vid hans död förelåg dessutom i manuskript Svidjas och Sigurdskårens historia.
Brenner ägnade sig även åt genealogi och utgav 1947 en handbok i släktforskning. Han verkade på 1940-talet som redaktör och redaktionssekreterare vid olika tidningar och tidskrifter och utgav även två skönlitterära arbeten.

### Varia
- Ingå, Fagervik, Degerby : en västnyländsk bygdekrönika. 1-2 / sammanställd av Alf Brenner under medverkan av Sven Andersson ... Ekenäs: Ekenäs tryckeri AB. 1936. Libris 729476
- Distriktssinnessjukhuset i Ekenäs och Mjölbollstad sanatorium. Helsingfors. 1939
- Förteckning över flyktingar i Sverige från Finland och Östersjöprovinserna åren 1712-1714. [Helsingfors]. 1944. Libris 2577917
- Släktforskning : praktisk handbok för Finland. Helsingfors: Söderström. 1947. Libris 1745046
- Släkten Salovius. Skrivmaskinstyper. [Helsingfors]. 1948. Libris 2577919
- Ur en gammal räkenskapsbok : anteckningar om ett västnyländskt storgods under 1600-talet. Helsingfors: Svenska Litteratursällskapet i Finland?. 1950. Libris 3368585
- Sjundeå sockens historia / Alf Brenner ; under medverkan av A.W. Rancken för kapitlet Kyrkbyggnader och kyrkokonst. Hangö. 1953-1964. Libris 720677
- Sigurdskåren. Helsingfors: Söderström. 1958. Libris 670924

### Redaktör
- Släktbok. Ny följd. 1-5 / utg. av Erik Lindh, Alf Brenner, Ingegerd Lundén Cronström. Skrifter / utgivna av Svenska litteratursällskapet i Finland, 0039-6842 ; 286. Helsingfors: Svenska litteratursällsk. i Finland. 1941-1958. Libris 861780
- Porkalabygden och dess minnen / under redaktion av Einar Pontán och Alf Brenner. Helsingfors: Schildt. 1945. Libris 756960